# Ricardo de la Torriente y Torriente
Ricardo de la Torriente y Torriente   (Matanzas, 8 de gener de 1869 - Cotorro, 28 de setembre de 1934) fou un dibuixant i caricaturista, creador del personatge Liborio que, des de l'any 1900, va entreveure ja l'imperialisme ianqui com el principal enemic de Cuba.
Va fer els seus estudis a Espanya i França i va començar a donar-se a conèixer a L'Album, diari que es publicava a Matanzas sota la direcció d'Heredia. Va cimentar la seva fama a El Figaro de l'Habana, on va publicar nombroses i espurnejants caricatures i del qual va ser director.
Quan l'última guerra de Cuba va emigrar a Nova York, on també es va donar a conèixer avantatjosament i va romandre cinc anys, col·laborant, entre altres diaris, al Journal, Herald i World.
Tornat a l'Habana el 1900, va ser nomenat professor de l'Escola Nacional de Pintura i Escultura, i va fundar La Política Còmica, revista en què va crear el personatge de Liborio, representació popular i humorística del poble cubà. Artista estudiós i fecund, Torriente manejava amb mestria el llapis i l'oli i era intencionat caricaturista; però destacava, especialment, en els retrats al llapis, notables per la correcció, figura i semblança.

## Altres labors
Va fer incursions en el camp de la política activa de la seva època, ocupant un escó a la Cambra de Representants en dos períodes consecutius, als anys 1923 i 1928. Va ser membre fundador de l'Acadèmia Nacional d'Arts i Lletres, i membre corresponent de la Acadèmia de Belles Arts de San Fernando de Madrid.